# Arrondissement de Sindian
L'arrondissement de Sindian est un arrondissement du Sénégal, situé en Casamance, au nord-ouest de Bignona. Il fait partie du département de Bignona et de la région de Ziguinchor.
Il comprend quatre communautés rurales :
- communauté rurale de Djibidione
- communauté rurale d'Oulampane
- communauté rurale de Sindian
- communauté rurale de Suelle.